# Coloradia bonniwelli
Coloradia bonniwelli är en fjärilsart som beskrevs av Barnes och Benjamin 1926. Coloradia bonniwelli ingår i släktet Coloradia och familjen påfågelsspinnare. Inga underarter finns listade i Catalogue of Life.